# Perilous journey
Perilous journey is het zesde studioalbum van Gordon Giltrap.
Door het relatieve succes van Visionary kreeg Giltrap iets meer armslag. In de loop van 1977 kwam Perilous journey uit. Het is losjes gebaseerd op Hermann Hesses Journey to the east. Giltrap vond een centraal thema maar niets. Uiteindelijk schreef hij gewoon de muziek en bedachten de muziekproducenten er titels bij. Perilous journey is het enige muziekalbum dat de Britse albumlijsten haalde. Het stond zeven weken met een 29e plaats als hoogste genoteerd. Dat was voornamelijk te danken aan het succes van de single Heartsong, die in januari 1978 de hitparade bereikte en ook zeven weken genoteerd stond.
Motto van het album kwam ook uit het boek: Children live on one side of despair; the awakened on the other side.

## Musici
Giltrap kon gebruikmaken van een lijst studiomuzikanten:
- Gordon Giltrap – gitaar
- Rod Edwards – toetsinstrumenten
- John G. Perry – basgitaar
- Simon Phillips – slagwerk
- Roger Ball  - altsaxofoon op The deserter, Morbio Gorge
- Malcolm Duncan – tenorsaxofoon op Morbio Gorge
- Stan Sultzman – tenorsaxofoon
- Henry Lowther, Martin Drover – trompet
- Chris Pyne - trombone
- Tony Carr – percussie
- strijkorkest onder leiding van Pat Halling

Roger Ball en Malcolm Ducan speelden toen in Average White Band

## Muziek
Onderstaande tracklijst is afkomstig van de heruitgave van Esoteric Recordings

| Nr. | Titel                           | Duur  |
| --- | ------------------------------- | ----- |
| 1.  | Quest                           | 5:11  |
| 2.  | The deserter                    | 3:54  |
| 3.  | Pastoral                        | 5:17  |
| 4.  | Morgio Gorge                    | 4:15  |
| 5.  | Heartsong                       | 5:00  |
| 6.  | Refections and despair          | 3:25  |
| 7.  | Cascade                         | 3:42  |
| 8.  | To the high throne              | 2:48  |
| 9.  | Vision                          | 3:44  |
| 10. | Heartsong (originele versie)    | 7:06  |
| 11. | Quest (georkestreerde versie)   | 6:52  |
| 12. | Guitar and piano demos (demo’s) | 21:27 |
| 13. | Oh Well (Peter Green)           | 3:12  |

Oh Well is een cover van de hit van Fleetwood Mac. Giltrap heeft er gemengde gevoelens over. Hij vond het geen goed idee, maar slecht vond hij het zelf niet. Desgevraagd leverde Peter Green ook commentaar: Hij had het niet moeten doen.